# Щеглы
Щеглы́ (лат. Carduelis) — род птиц из семейства вьюрковых (Fringillidae).
Щеглы обитают на открытых участках и опушках. Как правило, щегол не перелётная птица.

## Внешний вид
Телосложение их плотное, голова круглая, шея короткая. Виды этого рода — птицы среднего размера с короткими, конусообразными, довольно мощными клювами. Длина тела птиц составляет от 11 до 13 сантиметров. Размах крыльев составляет от 21 до 25 сантиметров, а масса тела колеблется от 12 до 19 граммов.

## Образ жизни
Жизнь большинства птиц из рода щеглов связана с древесной и кустарниковой растительностью. Гнёзда строят в серединах небольших деревьев.

## Виды
К роду относят 4 вида:
- Carduelis citrinella — лимонный вьюрок
- Carduelis corsicana — корсиканский вьюрок
- Carduelis carduelis — черноголовый щегол, или обыкновенный щегол
- Carduelis caniceps — седоголовый щегол